# Passiflora tripartita
Passiflora tripartita är en passionsblomsväxtart som först beskrevs av Adrien Henri Laurent de Jussieu, och fick sitt nu gällande namn av Poiret. Passiflora tripartita ingår i släktet passionsblommor, och familjen passionsblomsväxter. Utöver nominatformen finns också underarten P. t. azuayensis.

## Bildgalleri

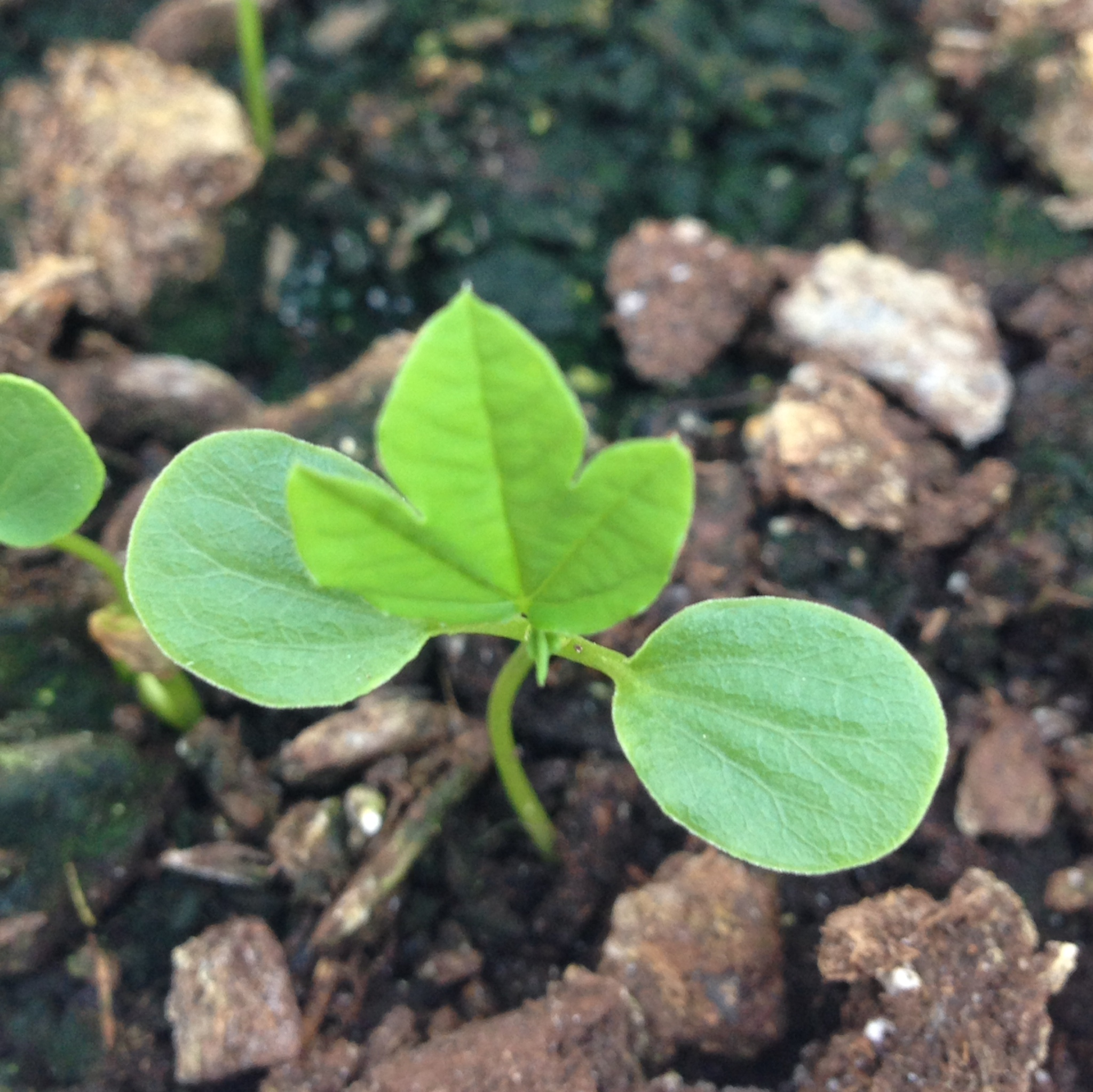
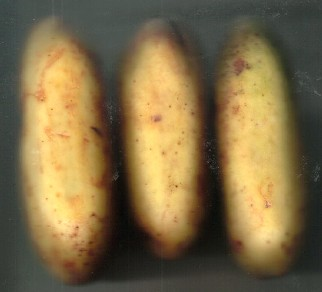